# Кваша Олена Сергіївна
Олена Сергіївна Кваша (нар. 5 листопада 1984, Черкаси) — українська спортивна гімнастка. З 1999 року майстер спорту міжнародного класу. Брала участь в Літніх Олімпійських іграх 2000 та 2004 років.
Закінчила Харківську академію фізичної культури у 2005 р. 
У 2009 році отримала звання «Заслужена майстриня спорту України».
Виступала за спортивне товариство «Україна» з міста Черкаси.
З 2008 року працює тренеркою команди «Брічстоун» в Мельбурні, Австралія.

## Участь та здобутки. Нагороди
Олена Кваша - фіналістка 27-х Олімпійських ігор (Сідней, 2000, 6-е м. у команд. заліку). Призерка чемпіонатів Європи (Париж, 2000, 2-е м. у команд. заліку; м. Патрас, Греція, 2002, 1-е м. у вільних вправах; 2-е м. у команд. заліку; 3-є м. у багатоборстві; Амстердам, 2004, 2-е м. у команд. заліку). Бронзова призерка в опор. стрибку Ігор доброї волі (м. Брісбен, Австралія, 2001). Срібна призерка в команд. заліку Всесвітньої універсіади (м. Теґу, Пд. Корея, 2003) та міжнародних змагань «Зірки світу» (Москва, 2003). Чемпіонка України та 5-раз. володарка Кубка України (2000–04) . 